# Kanton Bergerac-1
Der Kanton Bergerac-1 ist ein französischer Wahlkreis im Arrondissement Bergerac, im Département Dordogne und in der Region Nouvelle-Aquitaine.
Der Kanton besteht aus dem westlichen Teil der Stadt Bergerac mit insgesamt 17.967 Einwohnern (Stand: 2022).

## Geschichte
Der Kanton wurde am 4. März 1790 im Zuge der Einrichtung der Départements als Teil des damaligen "Distrikts Bergerac" gegründet. Mit der Gründung der Arrondissements am 17. Februar 1800 wurde der Kanton als Teil des damaligen Arrondissements Bergerac neu zugeschnitten.
Siehe auch Geschichte Dordogne und Geschichte Arrondissement Bergerac.
Bis zur landesweiten Neuordnung der französischen Kantone im März 2015 besaß der Kanton den INSEE-Code 2403.